# Кирово-Чепецкий химический комбинат
Ки́рово-Чепе́цкий хими́ческий комбина́т и́мени Б. П. Константи́нова — советское и российское химическое предприятие, существовавшее в городе Кирово-Чепецке Кировской области. Носило имя учёного-физика Константинова Бориса Павловича, присвоенное 14 июля 1979 года постановлением СМ РСФСР.

## История
Предприятие было создано в 1938 году в составе наркомата (с 1946 года — министерства) химической промышленности СССР для выпуска фосфора и его соединений (вероятно, отсюда его литерное наименование — завод «Ф»). С начала 1942 года стал именоваться «завод 752». В 1943 году заводом было выполнено задание по организации производства карбида кальция. В 1946 году СМ СССР принял решение о размещении на заводе производства по наработке гексафторида урана для разделения его изотопов. Первая промышленная партия стратегического продукта была предъявлена 19 декабря 1949 года. В 1951 году предприятие подключили к созданию термоядерного оружия, поручив наработку лёгкого изотопа лития — 6Li, задание по началу выпуска которого было выполнено в январе 1953 года.
С начала 1950-х годов завод стал производителем фторорганических продуктов: фреона-22 и фреона-12, ряда мономеров, смазок и жидкостей. Спустя несколько лет впервые в стране было освоено промышленное производство фторопласта-4, с начала 1960-х годов — производство многочисленных марок фторсополимеров и фторкаучуков. В середине 1960-х годов было создано крупное производство по получению изделий из этих материалов.
24 октября 1958 года состоялась передача химического завода в Минсредмаш СССР.
Приказом от 31 января 1966 года № 4671 для предприятия введено наименование «Кирово-Чепецкий химический завод».
18 апреля 1972 года распоряжением СМ СССР № 815Р было принято предложение о строительстве в Кирово-Чепецке завода по выпуску минеральных удобрений для обеспечения ими Волго-Вятского региона и других областей Нечерноземья.
Строительство нового мощного производства потребовало изменения организационной структуры предприятия, и 3 января 1978 года оно было реорганизовано в Кирово-Чепецкий химический комбинат, в составе которого организовали завод полимеров, завод минеральных удобрений и ремонтно-механический завод.
Преобразование КЧХК в акционерное общество произошло распоряжением Правительства России от 20 мая 1994 года. В 2003 году из состава КЧХК было выделено дочернее ООО «Завод полимеров КЧХК», в мае 2005 года создано дочернее ООО «ЗМУ КЧХК».
В 2004 году на открытом аукционе РФФИ компания, контролируемая Д. А. Мазепиным приобрела контрольный пакет акций ОАО «КЧХК». В 2007 году была создана компания ОАО «ОХК «Уралхим», с целью объединения активов Д. А. Мазепина по выпуску минеральных удобрений. В 2008 году 100 % акций ОАО «КЧХК» перешло в собственность компании «Уралхим». Непрофильные для рынка минеральных удобрений активы (в частности, Завод полимеров КЧХК) были объединены в холдинг «ГалоПолимер».
В 2010 году ОАО «Кирово-Чепецкий химический комбинат им. Б. П. Константинова» было реорганизовано в форме его присоединения к «Заводу минеральных удобрений КЧХК».

## Награды
- 18 января 1971 года — Орден Трудового Красного Знамени[17].

Несколько работников предприятия были удостоены звания Героя Социалистического Труда:
- Дудорова Любовь Петровна (1971);
- Казаков Анатолий Александрович (1966);
- Овчинников Леонид Миронович (1978).

Работники предприятия были в числе награждённых Сталинской (позже — Государственной) и Ленинской премией, Государственной премией России, премиями Совета министров СССР и Правительства России, за участие в создание нескольких уникальных производств:
- Абрамов Олег Борисович, начальник центральной заводской лаборатории — премия Совета Министров СССР (1990), премия Правительства Российской Федерации (2000);
- Афанасенко Борис Павлович, начальник цеха № 58 — премия Правительства Российской Федерации (2000);
- Бевзенко Иван Иосифович, начальник проектно-конструкторского отдела — премия Совета Министров СССР (1984);
- Боровнев Леонид Михайлович, начальник центральной заводской лаборатории — премия Совета Министров СССР (1984);
- Верещагина Нина Сергеевна, ведущий инженер-химик — премия Правительства Российской Федерации (1996);
- Голубев Артур Николаевич, заместитель начальника центральной заводской лаборатории — премия Совета Министров СССР (1984), премия Правительства Российской Федерации (1996);
- Гольдинов Авраам Липович, заместитель главного инженера по научной части — премия Совета Министров СССР (1984), премия Правительства Российской Федерации (2000);
- Дедов Алексей Сергеевич, главный инженер — премия Совета Министров СССР (1990), премия Правительства Российской Федерации (1996, 2000);
- Денисов Анатолий Кузьмич, генеральный директор — премия Правительства Российской Федерации (1988, 1996);
- Евдокимов Сергей Васильевич, начальник лаборатории искусственных клапанов сердца — премия Совета Министров СССР (1988);
- Захаров Владимир Юрьевич, главный инженер — премия Правительства Российской Федерации (1996, 2000);
- Зверев Борис Петрович, главный инженер — Ленинская премия (1958), Сталинская премия (1951, 1953);
- Иванов Виталий Александрович, начальник производства сополимеров — Государственная премия СССР (1982);
- Картошкин Вячеслав Михайлович, начальник лаборатории искусственных клапанов сердца — Государственная премия СССР (1984);
- Киселевич Петр Викторович, начальник цеха № 54 — премия Правительства Российской Федерации (2000);
- Колесниченко Иван Николаевич, инженер по подготовке кадров — премия Совета Министров СССР (1984);
- Лейферов Семён Еремеевич, начальник цеха — премия Правительства Российской Федерации (2001);
- Логинов Николай Дмитриевич, директор завода минеральных удобрений — премия Правительства Российской Федерации (2000);
- Ломакин Дмитрий Иванович, начальник участка цеха № 76 — премия Совета Министров СССР (1984);
- Масляков Александр Иванович, директор завода полимеров — Государственная премия СССР (1982), премия Правительства Российской Федерации (1996);
- Мачехин Георгий Николаевич, заместитель главного инженера — премия Правительства Российской Федерации (2000);
- Мельников Александр Петрович, руководитель группы в лаборатории искусственных клапанов сердца — премия Совета Министров СССР (1988);
- Мутных Виктор Павлович, слесарь механосборочных работ СКБ МТ — премия Совета Министров СССР (1988);
- Насонов Юрий Борисович, начальник цеха № 76 — премия Правительства Российской Федерации (1996);
- Новосёлов Фёдор Иванович, заместитель главного инженера по новой технике — премия Правительства Российской Федерации (2000);
- Овечкин Владимир Иванович, старший инженер-технолог цеха № 76 — премия Совета Министров СССР (1984);
- Орлов Юрий Николаевич, аппаратчик — премия Совета Министров СССР (1990);
- Перимов Юрий Александрович, начальник СКБ МТ — Государственная премия СССР (1984);
- Сеземин Владимир Алексеевич, заместитель главного инженера завода минеральных удобрений — премия Правительства Российской Федерации (2000);
- Синиченков Владимир Фёдорович, технолог, заместитель начальника цеха № 58 — премия Правительства Российской Федерации (2000);
- Смирнов Виктор Семёнович, начальник лаборатории коррозии центральной заводской лаборатории — премия Правительства Российской Федерации (1996);
- Соловьёв Алексей Иванович, начальник производственно-технического отдела — Сталинская премия (1951);
- Сучков Вадим Алексеевич, заместитель генерального директора по капитальному строительству — премия Правительства Российской Федерации (2000);
- Терещенко Яков Филимонович, директор — Ленинская премия (1958);
- Трушков Владимир Васильевич, аппаратчик — Государственная премия СССР (1985);
- Угланов Иван Борисович, инженер по опытным работам цеха № 76 — премия Совета Министров СССР (1984);
- Удальцов Владимир Фёдорович, заместитель начальника СКБ МТ по производству — премия Совета Министров СССР (1988);
- Уткин Валентин Васильевич, директор завода минеральных удобрений — Государственная премия СССР (1982), премия Правительства Российской Федерации (2000);
- Уткин Вячеслав Маркович, слесарь-ремонтник цеха № 76 — премия Правительства Российской Федерации (1996);
- Уткина Инга Михайловна, начальник цеха № 76 — премия Совета Министров СССР (1984);
- Хлопков Алексей Иванович, начальник производственно-технического отдела — премия Совета Министров СССР (1984);
- Ходырев Виктор Михайлович, аппаратчик полимеризации цеха № 145 — Государственная премия СССР (1979);
- Царёв Валерий Алексеевич, технолог цеха № 76 — премия Правительства Российской Федерации (1996);
- Царьков Валентин Георгиевич, руководитель группы проектно-конструкторского отдела — Государственная премия СССР (1982), Государственная премия Российской Федерации (1996);
- Чайников Михаил Александрович, аппаратчик — премия Правительства Российской Федерации (1996);
- Черняков Фёдор Дорофеевич, заместитель начальника цеха № 110 — премия Совета Министров СССР (1984);
- Чесноков Александр Васильевич, оператор дистанционного пульта управления цеха № 76 — премия Совета Министров СССР (1984);
- Чистов Владимир Иванович, секретарь партийного комитета — премия Совета Министров СССР (1984);
- Шальнов Юрий Васильевич, главный инженер — Государственная премия СССР (1985);
- Широкова Нина Сергеевна, начальник лаборатории высокомолекулярных соединений — премия Совета Министров СССР (1984);
- Шорохов Алексей Дмитриевич, начальник цеха № 1 — премия Совета Министров СССР (1990);
- Щербаков Иван Павлович, оператор дистанционного пульта управления цеха № 76 — премия Совета Министров СССР (1984);
- Эльский Владимир Никандрович, начальник цеха № 49 — Ленинская премия (1958), Сталинская премия (1951, 1953).

## Руководители

### Директора, генеральные директора
- Крычков Михаил Васильевич (21 сентября (4 октября) 1904 года, село Шестаково Вятской губернии — 10 ноября 1973 года, город Слободской Кировской области) — с 11 сентября 1938 года по 20 июня 1947 года;
- Терещенко Яков Филимонович (20 декабря 1906 (2 января 1907 год), город Севск Орловской губернии — 25 июня 1975 года, город Кирово-Чепецк Кировской области) — с 20 июня 1947 года по 27 декабря 1974 года;
- Романов Евгений Иванович (7 августа 1931 года, деревня Коммуна Малмыжского района Нижегородского края {ныне в Удмуртии} — 25 августа 1982 года, город Кирово-Чепецк Кировской области) — с 27 декабря 1974 года по 25 августа 1982 года;
- Бурин Гесель Мейлахович — с 26 августа по 19 ноября 1982 года (исполняющий обязанности);
- Денисов Анатолий Кузьмич (род. 14 июня 1938 года, село Давыдовка Нижнегорского района Крымской АССР) — с 19 ноября 1982 года по 18 мая 1998 года;
- Дрождин Борис Иванович (род. в мае 1942 года, город Ижевск Удмуртской АССР — с июня 1998 года по май 2001 года;
- Стародубцев Виктор Степанович (род. в 1945 году, город Красноводск, Туркменская ССР) — с 22 мая 2001 года[19] по май 2002 года;
- Захаров Владимир Юрьевич (род. в 1951 году, город Киров Кировской области) — с мая 2002 года по 17 июня 2004 года;
- Мачехин Георгий Николаевич (род. в 1953 году, город Куйбышев) — с 17 июня 2004 года[20] по 27 июля 2005 года;
- Осипов Дмитрий Васильевич (род. в 1966 году, город Горький) — с 27 июля 2005 года по 7 июня 2007 года;
- Медведков Виктор Иванович (род. 30 августа 1949 года, деревня Гостево Просницкого района Кировской области) — с 7 июня по 19 декабря 2007 года.

С 19 декабря 2007 года должность генерального директора КЧХК упразднена, управление было передано ООО Управляющая компания «Уралхим».

### Главные инженеры
- Евсеев Матвей Кириллович — в начале 1939 года (два месяца);
- Тарасевич Виктор Яковлевич — с октября 1939 года по 27 августа 1943 года;
- Мельников Л. Б. — с 27 августа 1943 года по 17 сентября 1949 года;
- Хренов Владимир Андреевич — с 17 сентября 1949 года по сентябрь 1950 года;
- Соловьёв А. И. — с сентября 1950 года по 21 января 1951 года (исполняющий обязанности в связи со смертью В. А. Хренова);
- Зверев Борис Петрович (15 (28) октября 1915 года, село Торхово Тульского уезда Тульской губернии — 17 декабря 1966 года, город Москва) — с 21 января 1951 года по 17 декабря 1966 года;
- Эльский Владимир Никандрович (2 августа 1918 года, город Варнавин Костромской губернии — 8 апреля 1982 года, город Кирово-Чепецк Кировской области) — с 29 марта 1967 года по 31 марта 1977 года:
- Шальнов Юрий Васильевич (18 марта 1929 года, деревня Прудово Палехской волости Шуйского уезда Иваново-Вознесенской губернии — 13 ноября 2000 года, город Кирово-Чепецк Кировской области) — с 31 марта 1977 года по 7 декабря 1994 года;
- Дедов Алексей Сергеевич (род. 15 марта 1941 года, село Семидесятское Хохольского района Воронежской области) — с 7 декабря 1994 года по декабрь 1996 года (с декабря 1996 года по июль 2001 года — технический директор);
- Захаров Владимир Юрьевич (род. 1 декабря 1951 года, город Киров Кировской области) — с декабря 1996 года по июль 2001 года (с июля 2001 года по май 2002 года — технический директор):

## Экологические вопросы

### Радиоактивные отходы
С 1949 года почти 40 лет на заводе действовали производства гексафторида и тетрафторида урана. Программа была свёрнута, связанные с радиацией производственные мощности остановлены и законсервированы, но осталось наследие в виде траншейных хранилищ средне- и низкорадиоактивных отходов (РАО). Всего в траншеях накоплено около 437 000 тонн радиоактивных и свыше 1 200 000 тонн токсичных отходов, в том числе свыше 400 тонн ртутьсодержащих. В 1998 году все объекты РАО были исключены из уставного капитала ОАО «КЧХК» решением Арбитражного суда Кировской области от 29 ноября 1997 года и переданы в федеральную собственность.
Все отходы распределены по хранилищам:
Технологические РАО (пастообразные, средней активности) размещались в хранилищах-складах:
- № 97 (1953—1956), подземное. Глубина: 2 м от поверхности земли до перекрытия. Ёмкость из монолитного железобетона размером 28,1×9,9×3 м, объёмом 660 м³. Разделена на 4 отсека с перекрытием из железобетонных плит с люками для загрузки отходов насыпью. Гидроизоляция внешних поверхностей рулоновой кровлей.
- № 25 (1957—1959), подземное. Глубина: 1 м. Из деревянного бруса 70 мм с замком 300 мм из глины, объёмом 145 м³.
- № 252 (1959—1960), подземное. Глубина: 0,5 м. Из железобетона, днище и боковые стенки имеют глиняный замок 500 мм, объёмом 250 м³. Гидроизоляция в 3 слоя рубероида и прижимная стенка из кирпича 250 мм. В процессе консервации воздушные пазухи заполнены песком, поверхность покрыта оклеечной изоляцией или асфальтом. При устройстве на хранилище склада для хранения оборудования и материалов на поверхность хранилища нанесён утрамбованный слой грунта и армированное бетонное покрытие слоем 150 мм.
- № 253, 254, 255 (1961—1962), подземные. Глубина: 1 м от поверхности земли до перекрытия. Из сборного железобетона объёмом 3 на 800 м³. Гидроизоляция в 3 слоя рубероида и прижимная стенка из пол-кирпича. В процессе консервации воздушные пазухи заполнены песком, поверхность покрыта оклеечной изоляцией или асфальтом. При устройстве на хранилищах склада для хранения оборудования и материалов на поверхность хранилищ нанесён утрамбованный слой грунта и армированное бетонное покрытие слоем 150 мм.
- № 257 (1963—1969), наземное. Днище и стенки выполнены из глинистого грунта, ёмкость объёмом 2400 м³. В процессе консервации, после полного заполнения, выполнена защитная корка толщиной 700 мм. Поверхность хранилища укрыта бетоном 200 мм и асфальтом 50 мм.
- № 2051, 2052 (1970—1991), наземное. Днище и стенки выполнены из глинистого грунта 700 мм, ёмкость (траншейного типа) объёмом 22600 м³. № 2051 законсервировано в 1988—1989 годах, № 2052 заполнено на 30 %, не эксплуатируется с 1991 года.

Радиоактивные отходы (шламы низкоактивные) с установки очистки сточных вод производства тетрафторида урана размещались в:
- Шламохранилище № Ш-1(3) (1953—1969), наземное. Поверхностная ёмкость в форме треугольника 270×204×172 м объём 210000 м³ (заполнено 16800 м³). Днище и стенки — суглинок. В процессе консервации поверхность шлама выровнена грунтом и укрыта слоями глины 700 мм и песка 200 мм, после чего на поверхности размещены хранилища не технологических РАО (металлолом, мусор, строительные отходы).
- Шламохранилище № Ш-3 (1970—1992), наземное. Поверхностная ёмкость в форме прямоугольника 260×180, объёмом 280000 м³ (заполнено 88050 м³) площадью 4 га. Днище и стенки — суглинок, основа — суглинки текуче-пластичной и мягкопластичной консистенции и мелкие пески. Не законсервировано.

Всего радиоактивные отходы занимают 295,3 тыс. м³ при весе в 437000 тонн и суммарной активности 3416 Кюри. По данным на 1 января 2000 года это:
- технологические РАО (среднеактивные) — 31284 тонн, суммарной активностью 3057 Ки;
- шламы с установки очистки сточных вод (низкоактивные) — 384075 тонн, суммарной активностью 244 Ки;
- не технологичные РАО (низкоактивные) — 23610 тонн, суммарной активностью 115 Ки.

### Состояние окружающей среды
На химкомбинате не производились наблюдения по загрязнению почв реки Елховки и озера Просного другими радионуклидами, кроме 137Cs. Приборы и методики по альфа-радионуклидам отсутствовали, обследование проводилось только на наличие гамма-излучающих радионуклидов.
По результатам контроля атмосферного воздуха за 1998-1999 годы объёмная доля 239Pu, 240Pu, 238U и 234U на промышленной площадке и в санитарно-защитной зоне составила от 0,003 до 0,1 ДОАнас (среднегодовая объёмная активность радионуклидов по НРБ-99), то есть выше среднего значения для городов страны на 4-6 порядков.
На площади 50 га выявлено радиационное загрязнение грунтов:
- около 4 га в районе промышленной площадки завода полимеров, основной загрязнитель — плутоний;
- около 5 га в северо-западе от третьей секции шламохранилища в прибрежной полосе старого русла Елховки, основной загрязнитель — 137Cs;
- около 40 га в прибрежной полосе реки Елховки и озера Просного, основной загрязнитель 137Cs, побочные: 239Pu, 240Pu и 90Sr.

Донные отложения реки Елховки загрязнены 137Cs — до 3 кБк/кг; 239Pu, 240Pu — до 127 кБк/кг. В растительности наблюдается наличие 137Cs в пойме Елховки после шламохранилища Ш-3 и озера Просного — до 21 Бк/кг в прибрежной полосе, а также до 5-10 Бк/кг на расстоянии 100 м на пониженных участках поймы.

### Вопросы здравоохранения
В период интенсивного освоения технологии и оборудования по производству фторидов урана, изотопов лития персонал цехов мог подвергаться воздействию неблагоприятных факторов. В дальнейшем были разработаны и применялись системы тщательного контроля и защиты от подобного воздействия.
12 июня 1948 года Приказом Министерства здравоохранения СССР была организована медико-санитарная часть завода № 752. Первым её начальником стал Степан Константинович Фоминов, должностное расписание предусматривало 19 должностей, из них 7 — врачей. 23 апреля 1951 года приказом Минздрава она была переименована в Медико-санитарную часть № 52.
В настоящее время МСЧ № 52 является многопрофильным, хорошо оснащённым лечебно-диагностической аппаратурой учреждением в структуре ФМБА России, и продолжает обслуживать кирово-чепецкие предприятия, созданные на базе химического комбината. Оно представлено 10 корпусами, в которых размещены 11 стационарных и 12 диагностических подразделений. В МСЧ трудятся около 250 врачей и 600 сотрудников со средним медицинским образованием, проводятся научные конференции, выполняются сотни научно-практических работ и множество изысканий, посвящённых изучению специфики воздействия профессиональных факторов на организм человека.
В сентябре 1950 года для оздоровления работников завода был открыт санаторий-профилакторий, в 1962 году разместившийся в пригородном посёлке Перекоп.